# Krzyżanów (Lewin Kłodzki)
Krzyżanów (deutsch: Krzischney; auch: Krischney; 1929–1945: Kreuzdorf; tschechisch Křižanov) ist ein Ort in der Landgemeinde Lewin Kłodzki im Powiat Kłodzki der Woiwodschaft Niederschlesien in Polen. Es liegt sieben Kilometer westlich von Duszniki-Zdrój (Bad Reinerz).

## Geographie
Krzyżanów liegt westlich des Glatzer Kessels. Nachbarorte sind Lewin Kłodzki im Norden, Witów (Nerbotin, 1937–1945: Markrode) im Nordosten, Jawornica (Jauernig) im Osten, Jerzykowice Małe (Kleingeorgsdorf) und Kocioł (Kuttel) im Südosten, Taszów (Tassau) im Süden und Jarków (Järker) im Westen.

## Geschichte
„Krzizanow“ gehörte ursprünglich zur Herrschaft Nachod im altböhmischen Königgrätzer Kreis und wurde erstmals 1477 mit einem Vorwerk urkundlich erwähnt. Damals gliederte Herzog Heinrich d. Ä., dem seit 1472 die Herrschaften Nachod und Hummel sowie die Grafschaft Glatz gehörten, das gesamte Kirchspiel der Lewiner Pfarrkirche St. Michael, zu dem Krzischney gehörte, in die Herrschaft Hummel und diese im selben Jahr in seine Grafschaft Glatz ein. Für das Jahr 1560 ist die Schreibweise „Krissenaw“, für das Jahr 1606 die Schreibweise „Krzischney“ belegt. Nach der Auflösung der Herrschaft Hummel Ende des 15. Jahrhunderts erwarb 1684 die Stadt Lewin das Kammerdorf Krzischney.
Nach dem Ersten Schlesischen Krieg 1742 und endgültig nach dem Hubertusburger Frieden 1763 kam es zusammen mit der Grafschaft Glatz an Preußen. 1793 bestand es aus 14 Häusern, in denen 72 Menschen lebten. Nach der Neugliederung Preußens gehörte es ab 1815 zur Provinz Schlesien und war 1816–1945 dem Landkreis Glatz eingegliedert. Ab 1874 gehörte die Landgemeinde Krzyschnei zusammen mit den Landgemeinden Jauernig, Kaltwasser, Klein Georgsdorf, Kuttel, Nerbotin und Tassau zum Amtsbezirk Tassau. 1929 wurde es in „Kreuzdorf“ umbenannt. 1939 wurden 71 Einwohner gezählt.
Als Folge des Zweiten Weltkriegs fiel Kreuzdorf 1945 wie fast ganz Schlesien an Polen und wurde in Krzyżanów umbenannt. Die deutsche Bevölkerung wurde vertrieben. Die neu angesiedelten Bewohner waren teilweise Zwangsumgesiedelte aus Ostpolen, das an die Sowjetunion gefallen war. 1975–1998 gehörte Krzyżanów zur Woiwodschaft Wałbrzych (Waldenburg).

## Sehenswürdigkeiten
- Wegkreuz mit Sockel